# Arco palmar profundo
O arco palmar profundo é uma rede arterial encontrada na palma da mão. Ele é formado principalmente pela porção terminal da artéria radial, com a contribuição da artéria ulnar através de seu ramo palmar profundo. Ele se contrasta com o arco palmar superficial, que é formado predominantemente pela artéria ulnar.